# U-531
U-531 — немецкая подводная лодка типа IXC/40, времён Второй мировой войны.
Заказ на постройку субмарины был отдан 15 августа 1940 года. Лодка была заложена на верфи судостроительной компании «Дойче Верфт АГ» в Гамбурге 22 декабря 1941 года под строительным номером 346, спущена на воду 12 августа 1942 года, 28 октября 1942 года под командованием оберлейтенанта Герберта Некеля вошла в состав учебной 4-й флотилии. 1 апреля 1943 года вошла в состав 2-й флотилии. Лодка совершила один боевой поход, успехов не достигла. 6 мая 1943 года лодка была потоплена в Северной Атлантике, к северо-востоку от Ньюфаундленда, в районе с координатами 52°48′ с. ш. 45°18′ з. д. глубинными бомбами с британского эсминца HMS Vidette (D 48). Все 54 члена экипажа погибли.